# Krowoderska Biblioteka Publiczna w Krakowie
Krowoderska Biblioteka Publiczna w Krakowie – gminna instytucja kultury powstała w 1980 roku, po wydzieleniu placówek bibliotecznych Krowodrzy z ówczesnej Miejskiej Biblioteki Publicznej. 1.01.2017 utworzono Bibliotekę Kraków po połączeniu czterech samodzielnych dzielnicowych sieci bibliotek. Biblioteka Kraków tworzy sieć 57 placówek w dotychczasowych siedzibach.
Krowoderska Biblioteka Publiczna z Biblioteką Główną i 11 filiami była miejską instytucją kultury posiadającą osobowość prawną, działającą w obrębie ogólnokrajowej sieci bibliotek publicznych na podstawie statutu, realizującą również zadania biblioteki powiatowej.

## Historia
Kalendarium:
- 1980 – utworzenie Dzielnicowej Biblioteki Publicznej Kraków-Krowodrza po wydzieleniu placówek bibliotecznych Krowodrzy z ówczesnej Miejskiej Biblioteki Publicznej. Biblioteka tworzyła sieć 18 filii i 8 punktów bibliotecznych.
- Likwidacja 4 filii z powodu utraty lokalu:
  - 1990 – przy ul. Lea i al. 3 Maja,
  - 1998 – przy ul. Nawojki,
  - 1999 – przy ul. Odrowąża.
- 1992 – na podstawie ustawy o samorządzie terytorialnym Biblioteka stała się jednostką samorządową wpisaną do rejestru instytucji kultury Gminy Miasta Kraków.
- 1995 – Biblioteka zmieniła nazwę na Krowoderska Biblioteka Publiczna.
- 2013 – przeniesiono:
  - filię nr 2 z ul. Filareckiej na ul. Fałata 2,
  - połączone filie nr 4 z Al. Słowackiego i nr 6 z ul. Mazowieckiej do lokalu przy ul. Sienkiewicza 2.
- 31.12.2015 – zawieszenie działalności filii nr 12 przy ul. Piastowskiej 47 z powodu wypowiedzenia umowy najmu lokalu[4].
- 30.03.2016 – połączone filie nr 5 z ul. Makowskiego 8 i nr 15 z ul. Weissa 8 wznawiają działalność w nowym lokalu przy ul. Radzikowskiego 29[4].
- 1.01.2017 – utworzenie Biblioteki Kraków po połączeniu czterech samodzielnych dzielnicowych sieci bibliotek. Biblioteka tworzy sieć 57 placówek w dotychczasowych siedzibach.

## Działalność
Biblioteka działała w obrębie krajowej sieci bibliotecznej. Siedzibą biblioteki wiodącej był budynek w Krakowie przy ul. Królewskiej 59, a obszarem jej działania była Krowodrza (dzielnice IV – V – VI – VII). Instytucja ta składała się z biblioteki wiodącej i 11 filii bibliotecznych. Łącznie księgozbiory Krowoderskiej Biblioteki Publicznej liczyły ponad 237 000 woluminów.
Biblioteka wiodąca i placówki oferowały szeroki wybór literatury pięknej, naukowej i popularnonaukowej, księgozbiór informacyjny (encyklopedie, słowniki, leksykony) oraz literaturę dla dzieci i młodzieży, szeroką ofertę lektur szkolnych. Wypożyczalnia obcojęzyczna oferuje literaturę w językach: angielskim, francuskim, niemieckim i rosyjskim.
Biblioteka ta upowszechniała wiedzę i kulturę oraz zaspakajała potrzeby czytelnicze mieszkańców Krakowa.

## Placówki
- Biblioteka Główna – ul. Królewska 59
- Filia 2 – ul. Fałata 2
- Filia 3 – ul. Komorowskiego 11
- Filia 4 – ul. Sienkiewicza 2
- Filia 5 – ul. Radzikowskiego 29
- Filia 7 – ul. Balicka 297
- Filia 9 – ul. Na Błonie 13d
- Filia 11 – ul. Ojcowska 27
- Filia 14 – ul. Siemaszki 52
- Filia 16 – ul. Królowej Jadwigi 37b
- Filia 17 – ul. Łokietka 267
- Filia 34 – ul. Opolska 37